# 韦尔涅
韦尔涅（法語：Vernier）是瑞士日内瓦州的一座城市，位于罗讷河右岸，东与日内瓦邻接。

## 纹章
韦尔涅的纹章是市镇自治议会於1914年1月20日通过，并于同年2月27日得到州政府批准的。纹章由中央的横向波纹型条带分成上下两部分，上部为绿底镶嵌金轮，下部为红底镶嵌鳟鱼。
纹章的绿色来自当地的传统旗帜的颜色，红色是日内瓦州和瑞士联邦的旗帜所使用的颜色，中央条带则代表罗纳河。金色水轮象征磨坊和水力，鳟鱼则象征韦尔涅至今引以为傲的捕鱼业。

## 历史
韦尔涅的名称来自凯尔特语“verne”，即桤木之意。罗马帝国时期，韦尔涅位于日内瓦到里昂的途中，罗马军团可能在征服赫尔维蒂人之后在此建立了居民点。1915年，夏特莱纳小学（école de Châtelaine）建设工地曾出土儒略·凯撒时期军团的铁质遗物。
在漫长的中世纪，韦尔涅作为热克斯地区（pays de Gex）的一部分，曾先后被勃艮第人、法兰克人、萨拉森人和日耳曼人占据。后来，萨伏依公国控制了韦尔涅，平静地生活直到1506年被打破。觊觎日内瓦共和国的公爵夏尔三世禁止韦尔涅人为日内瓦工作，使许多当地居民陷入贫困。
1536年，伯尔尼占据了热克斯地区，并开展宗教改革。伯尔尼人引领当地人焚烧城堡、天主教堂和修道院，并重新发展农业。1615年，当地建起一座更正教堂。
伯尔尼统治时期持续了30余年。1564年，伯尔尼与萨伏依公爵埃曼努埃尔·菲利贝尔（Emmanuel Philibert）签订《洛桑条约》（traité de Lausanne），热克斯地区重新回归萨伏依。
1580年，野心勃勃的夏尔·埃曼努埃尔一世成为萨伏依公爵。他计划攻占日内瓦，以便继续向北扩张领土，建立北到纳沙泰尔，南到地中海的王国。日内瓦被迫向萨伏依宣战，并请求伯尔尼的援助。伯尔尼人重返热克斯地区，但很快即撤退。日内瓦人只得孤军奋战，韦尔涅地区发生过数次激烈的交战。
1590年左右，日内瓦开始管辖韦尔涅。仅仅十余年后的1601年，法国国王昂利四世从萨伏依抢夺了热克斯等地区。法国统治期间，渔业、农业继续发展，宗教冲突时有发生。到法国大革命时，韦尔涅从由村子成为市镇。拿破仑的扩张垮台之后，重获独立的日内瓦共和国加入瑞士联邦。为使新成立的日内瓦州与沃州领土相连，经过多日的谈判，1815年11月20日，法国和瑞士签订《巴黎条约》（traité de Paris），法国将韦尔苏瓦、普雷尼、科勒-博西、大萨孔内和梅兰六个市镇让与瑞士。次年，韦尔涅正式并入日内瓦州。当时，这个农业小镇共有566名居民。

## 人口
根据瑞士联邦统计局的数据，截至2009年底，韦尔涅共有居民32374人。人口密度超过每平方公里4000人。其人口在日内瓦州各市镇中位列第二，在瑞士全国位列第十七。
下为1850年至2008年的人口增长图示：

## 外部連結
- （法文）韦尔涅官方网站